# 아무로 레이
아무로 레이(Amuro Ray, アムロ・レイ)는 TV 애니메이션 《기동전사 건담》에서부터 《기동전사 건담 역습의 샤아》까지의 작품에 묘사되는, 우주세기 건담 시리즈에 등장하는 주인공으로 퍼스트 건담, 뉴 건담(v건담) 파일럿이고,가상의 인물이다. (성우：후루야 토오루) 뉴타입인 MS파일럿으로, 숙명의 라이벌 샤아 아즈나블과의 관계를 통해 이야기를 이끌어나간다.

## 기록

### 일년전쟁 이전
우주세기 0064년 （일설에 의하면 0063년 11월 4일）、아버지 템 레이와 어머니 카말리아 레이의 아들로 태어남. 어릴 때 살았던 곳에 대한 정설은 없으며, 북아메리카 서부의 프린스루퍼트, 몽골리아 고원, 일본의 산인 등이라 알려져 있다.
어린 시절 어머니와 헤어져 아버지와 함께 우주로 이민했으며, 사이드 7의 이민 시기가 0078년 5월부터이므로 그 이전 다른 사이드에 살았다는 설과 아버지가 공사 현장에 있었으므로 계속 사이드 7에 살았다는 설도 있다.
아버지는 일로 집을 계속 비웠으므로 기계를 좋아하는 내성적인 소년으로 혼자 자랐다. 사이드 7 이민 이후는 옆집에 살던 프라우 보우와 그 가족들이 돌봐주던 경우가 많았다고 한다. 기계에는 우수해서, 구 형태의 애완 로봇 하로(Haro, 후에 건담 애니메이션의 마스코트가 되었고, SEED,OO,UC 등 차기 건담작품에서도 등장한다)를 직접 만들었다.

### 일년전쟁 （《기동전사 건담》）
우주세기 0079년 9월 18일, 지구연방군의 화이트베이스를 추격해 온 지온공국군의 순양함 무사이가 콜로니 주변 공역에 침공해온다. 콜로니 내로 강행정찰을 시도한 자크 II가 무단으로 연방의 MS및 시설을 공격하기 시작해 콜로니 내부는 전투에 휘말리게 되고, 피난하던 아무로(당시 15세)는 우연히 V작전의 극비 파일(조종 매뉴얼)을 입수해 아이들링중이던 건담에 탑승, 2기의 자크 II를 격파한다. 이 와중에 콜로니 외벽이 파괴되는 사고가 일어나고 아버지 템 레이는 행방불명된다.
이후 민간인 신분으로 화이트베이스에 탑승해 있으면서 정규 파일럿과 같은 취급을 받게 되지만, 애당초 성격 자체가 소극적인데다가 싸우는 것 자체에 의의를 찾지 못해 함장인 브라이트 노아와 계속 충돌한다. 계속되는 싸움 속에서 적으로 만난 지온의 군인 란바 랄과의 인연 등을 통해 서서히 정신적인 성장을 보인다. 이러한 성장에는 화이트베이스를 위해 목숨을 바친 류 호세이나 같은 민간인 출신 승무원이었던 세일러 마스와 동경하던 누님 마틸다 아잔 등의 역할도 컸으며, 무엇보다 사이드 6에서 라라아 슨과의 만남이 결정적이었다 할 수 있다. 뉴타입으로 각성한 두사람간의 교전 간에 뉴타입끼리의 교류가 이어지지만, 라라아는 와중에 끼어든 샤아를 감싸고 아무로에게 격추당한다. 이는 샤아뿐만 아니라 아무로에게도 평생을 결정짓는 상처로 남게 된다.
숙명의 라이벌인 샤아 아즈나블을 비롯해 수많은 지온의 군인들과 싸워나가는 가운데 뉴타입으로 각성하게 되고, 최초에는 건담의 우수한 성능으로 이후에는 각성한 뉴타입의 힘으로 어마어마한 전과를 얻어낸다. 이윽고 뉴타입으로 각성한 아무로의 반응속도에 건담이 따라오지 못하게 되고, 솔로몬 전역 이후 마그넷 코팅을 통해 기체 성능이 향상된다. (연방군은 아무로의 반응속도를 상정한 신형 MS를 개발하기 시작했다) 최종 결전인 아 바오아 쿠 전역에서 결국 건담을 잃지만, 그 압도적인 전과로 연방의 승리에 일익을 하게 된다.

### 그리프스 분쟁 （《기동전사 Z건담》)
일년전쟁 이후 영웅 대접을 받고 많은 기자들로부터 '뉴타입이란 무엇인가'등의 질문을 받지만, 단순히 우수한 병사로만 인식되던 아무로가 행한 발언들은 매우 추상적이고 난해해 대중들에게 잘 받아들여지지 않았다. 곧 중위로 승진해 북아메리카 샤이안 기지에 근무하지만, 연방정부의 뉴타입에 대한 인식 -위험하다- 때문에 사실상 연금 상태였다. 또한 아무로 스스로도 라라아를 스스로의 손으로 죽인 것에 대한 후회로 나태하게 시간을 낭비하고 있었다.
그러나 우주세기 0087년, 카츠 코바야시와 함께 감시에서 빠져나가 에우고의 지원 조직 카라바에 합류한다. 이 과정에서 샤아 아즈나블=크와트로 바지나와 7년 만에 재회하게 되며, 옛 자신을 떠올리게 하는 카미유 비단과 자신을 격려해오는 벨토치카 일마 등에 의해 자극을 받아 다시 MS로 싸우기로 결심한다. 7년간의 공백이 무색하게 탁월한 MS 파일럿으로 부활하여 릭 디아스/디제 등의 기체를 몰고 킬리만자로 공격과 다카르 방어전 등에서 활약한다. 다만, 죽은 라라아를 다시 만나는 것에 대한 불안감으로 우주로 다시 올라가지는 못한다.

### 제1차 네오지온 항쟁 (《기동전사 ZZ건담》)
공식적으로 알려져 있는 기록은 없으며, 다만 카라바 지원용으로 개발된 Z 건담의 바리에이션 기체 (제타 플러스 A1) 중 아무로 레이 전용기체가 있었던 것(소설 《건담 센티넬》)으로 미루어 계속 지상에서 카라바 소속으로 네오지온과의 전투에 임했던 것으로 보인다. 또한 소설 《기동전사 ZZ건담》에서 슈트룸 디아스에 탑승하여 아가마대의 쥬도 아시타 일행이 우주로 돌아가는 것을 돕는 장면이 있다.

### 제2차 네오지온 항쟁 (《기동전사 건담 역습의 샤아》)
우주세기 0092년, 연방의 별동부대 론도 벨의 MS대 대장으로 론도 벨의 지휘관 브라이트 노아와 함께 네오지온과의 전투에 돌입한다. 최초 리가지에 탑승했으며 이후 아나하임에서 조달받은 신형기체 뉴 건담에 탑승한다.
0093년 3월 12일, 샤아의 사자비와 1:1 전투 끝에 승리하고 탈출 포드를 포획한다. 이후 지구로 떨어지는 액시즈의 파편을 저지하려 시도, 마지막에는 지구를 둘러싸는 무지개빛 발광현상(사이코프레임의 공진현상이라 전해지지만 자세한 내용은 불명)과 함께 액시즈 떨어뜨리기를 저지하는 데 성공한다. 이후 샤아와 함께 일절 소식불명.

### 소설과 원작과의 차이
[소설 《기동전사 건담》에서는 샤아의 뉴타입부대와 교전, 릭 돔에 격추당하고 마그넷 코팅된 G-3 건담에 탑승하게 된다.(애니메이션과 평행세계같은 개념) 마찬가지로 《기동전사 건담 벨토치카 칠드런》에서도 비슷한 형태의 평행세계가 전개된다]

### 사망
우주세기 0093년을 배경으로 한 영화 《역습의 샤아》에서 샤아와 함께 사망미상으로 기록되었으나 건담 유니콘 OVA 7화에서 최종적으로 사망이 확인되었다.

## 주요 탑승 기체
- RX-78-2 건담
- RX-78-3 G-3건담 (소설《기동전사 건담》)
- RMS-099 릭 디아스
- MSK-008 디제
- MSZ-006A1 제타 플러스 A1
- MSZ-006-3A 제타 건담 3호기
- MSZ-009M 메가제타 （만화 《기동전사 VS 전설거신 역습의 기간티스》)
- RGZ-91 리가지
- RX-93v 뉴 건담
- RX-93v-2 하이 뉴 건담 (소설 《기동전사 건담 역습의 샤아 : 벨토치카 칠드런》)